# نجم عبد الله كاظم
نجم عبد الله كاظم (1951- 31 تموز 2020) ناقد وأكاديمي عراقي.. يحمل شهادة الدكتوراه في الأدب المقارن من جامعة إكستر في بريطانيا عام 1984. عمل أستاذاً في جامعات العراق وليبيا والأردن وسلطنة عمان وأستاذاً زائراً في جامعة إكستر. وهو أستاذ النقد والأدب المقارن والحديث في كلية الآداب بجامعة بغداد. معنيٌّ بموضوعة (الآخر) في الأدب العربي الحديث. من مؤلفاته: «الآخر في الشعر العربي الحديث» الحاصل على جائزة كانو في البحرين، و«أيقونات الوهم.. الناقد العربي وإشكاليات النقد الحديث»، و«الرواية العربية والآخر»، و«الرواية في العراق وتأثير الرواية الأمريكية فيها»، و«مشكلة الحوار في الرواية العربية» الحاصل على جائزة راشد بن حُميد في الإمارات العربية، و«نحن والآخر في الرواية العربية المعاصرة» الحائز على جائزة مؤسسة الفكر العربي للإبداع الأدبي في لبنان، و«رواية الفتيان، خصوصية الفن والموضوعات» الحائز على جائزة خليفة التربوية في الإمارات العربية، لسنة 2015، و«فهرست الرواية العراقية 1919-2014».

## حياته
ولد الدكتور نجم عبد الله كاظم في بلدة بهرز من محافظة ديالى بالعراق عام 1951. ومع أنه ينحدر من عائلة فلاحية، فإن بيئة بهرز، كما هو معروف للكثير من مثقفي ديالى، كانت بيئة ثقافية يشكل الكتاب فيها جزءاً من هوية الشباب، كما كان أبوه عبد الله كاظم مصدراً لتعلّمه وتشكل وعيه المبكر. وفي بهرز أكمل دراسته الابتدائية والمتوسطة، أما المرحلة الثانوية فأكملها في بعقوبة عاصمة المحافظة التي تقع على بعد ستين كيلومتراً من بغداد، ومنها انتقل إلى العاصمة نهاية عام 1969 ليكمل دراسته للغة العربية وآدابها في كلية الآداب بجامعة بغداد. ومنها حصل على شهادة البكلوريوس في اللغة العربية وآدابها عام 1973، ثم حصل على الدبلوم العالي في التربية وطرق التدريس من كلية التربية في الجامعة نفسها عام 1974.
في العام 1980 تزوج من الروائية العراقية ميسلون هادي، وحصل على إجازة دراسية لنيل شهادة الدكتوراه، فسافرا إلى مدينة إكستر Exeter ببريطانيا، وهناك انتسب إلى قسم الدراسات العربية والإسلامية في جامعة أكستر، الذي سيصير بعد ذلك معهد الدراسات العربية والإسلامية The Institute of Arab and Islamic Studies IAIS.
أنهى دراسته عام 1984 بالحصول على درجة الدكتوراه بالدراسات العربية والأسلامية/ الأدب المقارن عن أطروحته (الرواية في العراق 1965-1980، وتأثير الرواية الإمريكية فيها، مع اهتمام خاص برواية «الصخب والعنف») The Novel in Iraq 1965-1980 and the Influence of American Novel on It, with Special Reference to The Sound and the fury
عاد بعدها إلى الوطن، وبدأ عمله محاضراً في جامعتي بغداد والمستنصرية، فأستاذاً في كلية الآداب بجامعة بغداد.
في عام 1997، غادر العراق ليرتبط بعقد مع جامعة (عمر المختار) في ليبيا التي قضى فيها سنة دراسية واحدة، ثم انتقل بعدها إلى الأردن وقضّى فيه ثلاث سنوات أستاذاً في جامعة (مؤتة) فجامعة (الحسين بن طلال)، ثم إلى سلطنة عُمان عام 2001، ليقضي فيها أيضاً ثلاث سنوات أستاذاً في كلية التربية بصحار. عاد إلى الوطن عام 2004 ليلتحق من جديد بكليته نفسها، الآداب بجامعة بغداد.
في العام 2009 تمتع بتفرغ جامعي غادر به إلى مدينة إكستر، بعد أكثر من ست وعشرين سنة من تركه لها، ليقضي من جديد سنتين أستاذاً زائراً في معهد الدراسات العربية والإسلامية بجامعة إكستر، ثم عاد بعد ذلك، في العام 2011، إلى كليته بجامعة بغداد، التي واصل العمل فيها أستاذاً للدراسات العليا في النقد والأدب المقارن والحديث.

## مسيرة الكتابة والتأليف
بدأ مسيرة الكتابة في كتابة المقالات الأدبية والنقدية والقصص القصيرة ونشْرِها في مجلات وصحف مختلفة منها: ألف باء، والجمهورية، واليرموك، والجامعة، والطليعة الأدبية، والعراق. ومع أنه نشر بعض المقالات والدراسات المهمة والتأسيسية له نهاية السبعينيات، فإنه يُعدّ بدايته الحقيقية والجادة، ولاسيما من ناحية الخصائص الأكاديمية، كانت بعد نيله شهادة الدكتوراه عام 1984 وعودته إلى العراق. فإلى جانب نشره أول كتابين له وهما: «التجربة الروائية في العراق» عام 1986، و«الرواية في العراق 1965-1980 وتأثير الرواية الأمريكية فيها» عام 1987، الذي هو ترجمة اطروحة الدكتوراه المكتوبة أصلاً باللغة الإنكليزية، أخد ينشر البحوث العلمية والدراسات والبحوث الأخرى والمقالات المختلفة في المجلات والصحف العراقية غالباً، ومنها: آفاق عربية، والأقلام، والطليعة الأدبية، والثورة، والجمهورية، والقادسية، والثقافة الأجنبية؛ وبعض الدوريات العربية مثل: الدستور، والرأي، وأفكار، وأخبار الأدب، والموقف الأدبي.
بمغادرته العراق عام 1997، توسع نشره في الدوريات العربية، وأهمها: أفكار، والمدى، والرافد، والزمان، والبحرين الثقافية، والآداب الأجنبية، وشؤون أدبية وغيرها. والأهم أنه، وبعد مدة من العمل الأكاديمي التخصصي، استمرت من عام 1984 إلى عام 1999، بدأ مسيرة التأليف الحقيقية حين أصدر كتابه الثالث «في الأدب المقارن، مقدمات للتطبيق» لتتواصل كتبه بالصدور بشكل شبه سنوي، وتعدّى عددها الخمسة والعشرين كتاباً، كما هي معروضة في قائمة المؤلفات، حصلت أربع منها على جوائز ومنحٍ عربية.

## التخصصات والاهتمامات
خلال دراسته الجامعية، وما بعدها، تأثر الناقد بمجموعة من الأساتذة، منهم: د. فاضل السامرائي، ود. خديجة الحديثي، ود. ابتسام مرهون الصفار، ود. صلاح خالص، والأهم والأكثر تأثيراً في تخصصاته الأكاديمية: د. نوري القيسي، ود. عبد الإله أحمد، ثم د. علي جواد الطاهر، الذي سمّاه في إهداء كتابه الأول له معلمه الثاني، بعد أن كان قد أهدى كتابه الأول إلى والده الذي سماه معلمه الأول. ومع شمول تخصصات الدكتور نجم عبد الله كاظم واهتماماته، تأليفاً وكتابةً وتدريساً ومحاضرات، جميع ميادين الأدب والنقد الحديثين والمعاصرين، فإنها تركزت، لاسيما في العقدين الأخيرين على المجالات الرئيسة الآتية:
- الأدب المقارن والدراسات الأدبية المقارنة.
- الآخر، ونحن والآخر في الأدب العربي الحديث.
- الرواية نقداً ودراسةً، ومعها رواية الفتيان أو الناشئة.
- النقد الأدبي ونقد النقد الأدبي

وضمن هذه التخصصات، استحوذ الثاني منها، نحن والآخر، على اهتمام الدكتور الناقد ليصدر فيها بعض أهم كتبه، ومنها بشكل خاص «الآخر في الشعر العربي الحديث، حضور وتوظيف وتأثير»، و«نحن والآخر في الرواية العربية المعاصرة»، إضافة إلى العشرات من الكتب والبحوث والأوراق البحثية والدراسات والمقالات الأخرى، ليكون بذلك واحداً من أكثر النقاد والأكاديمين العرب تخصصاً في هذا وبحثاً وتأليفاً فيه.

## الجوائز وأهم شهادات التقدير
- فوز كتاب «رواية الفتيان، خصوصية الفن والموضوعات» بجائزة خليفة التربوية، الإمارات، 2015.
- فوز كتاب «نحن والآخر في الرواية العربية المعاصرة» بجائزة الإبداع العربي لمؤسسة الفكر العربي، لبنان، 2014.[8]
- وصول كتاب «أيقونات الوهم» القائمة الطويلة لجائزة الشيخ زايد، الإمارات، 2014.
- تكريم من وزير التعليم العالي، بغداد، 2010.
- فوز كتاب «الآخر في الشعر العربي الحديث» بجائزة يوسف بن أحمد كانو لسنة 2009، البحرين، 2010.
- فوز كتاب «مشكلة الحوار في الرواية العربية» بجائزة راشد بن حميد للثقافة والعلوم لسنة 2002، الإمارات، 2003.

## مؤتمرات وندوات علمية وثقافية
- مؤتمر (فكر 13)، مؤسسة الفكر العربي، الصخيرات (المغرب)، 3-5/12/2014. حضور وتسلّم جائزة الإبداع العربي لسنة 2014.
- مؤتمر «النص الأدبي في صناعة الأحداث ومواكبتها»، كلية الآداب والعلوم التربوية، جامعة عجلون، 5-7/8/2014. ورقة «التراث الأدبي العربي والمناهج النقدية الحديثة».
- قياس وتقويم الطلبة والكليات، معهد التربية الدولي، أربيل، العراق، 25-27/6/2013.
- مؤتمر بغداد في العلوم الإنسانية، كلية الآداب، جامعة بغداد، العراق، 7-8/5/2013. تنظيم.
- المؤتمر العلمي السنوي لقسم اللغة العربية، كلية التربية للبنات، جامعة بغداد، العراق، 13-14/3/2013.
- طرق التدريس الحديثة والتّميّز في التدريس الجامعي، معهد التربية الدولي، أربيل، العراق، 28-30/1/ 2013.
- مؤتمر بغداد الثاني للترجمة، دار المأمون، بغداد، العراق، 20-22/11/2012. ورقة عمل: «ملاحظات في ترجمة العنوان».
- مؤتمر توسيع العلاقات الأكاديمية والمؤسساتية بين أمريكا والعراق، معهد التربية الدولي، أربيل، العراق، 27-29/6/2012.
- المؤتمر العلمي السنوي لقسم اللغة العربية، كلية التربية للبنات، جامعة بغداد، العراق، 20-22/3/2012. ورقة: «الرعب الكافكوي في قصص يحيى جواد».
- The conference “Eight Years in Babylon: Classics and the Iraq War Eight years on”, Department of Classics, Royal Holloways, University of London, UK, 16-18 March 2011. Paper: "The Other in Moder Arabic Novel".
- The First International Interdisciplinary Conference on Edward W. Said ‘Saidism of the XXI Century’, The Institute of the Middle and Far East of the Jagiellonian University and the Academic Magazine ‘Studia Bliskowschodnie’, Krakowie, Poland, 8-9 Nov. 2010. Paper: "The Images of the West in the Middle Eastern Arabic Novel".
- مهرجان العجيلي الرابع للإبداع الروائي، مديرية الثقافة بالرقة، سورية، 2-5/12/2008. ورقة: «جماليات الشخصية في الرواية العراقية».
- مؤتمر قسم اللغة العربية «الإبداع القصصي: شهادات ودراسات»، كلية التربية- الجامعة المستنصرية، العراق، 11-12/12/2007. مداخلة.
- مؤتمر كلية الآداب الأول «العلاقة مع الغرب من منظور الدراسات الإنسانية»، كلية الآداب، جامعة اليرموك، الأردن، 7-8/11/2007. ورقة: «صورة المرأة الغربية في الرواية العربية».
- مؤتمر فيلادلفيا الدولي الثاني عشر «ثقافة الصورة»، جامعة فيلادلفيا، عمّان، الأردن، 24-26/4/2007، ورقة: «تأثير الصورة وثقافة الصورة في الفنون السردية».
- مؤتمر النقد الحادي عشر «تحولات الخطاب في النقد المعاصر»، قسم اللغة العربية وآدابها، كلية الآداب، جامعة اليرموك، الأردن، 25-27/7/2006. ورقة: «قراءة في نقد السرد في عمان».
- المؤتمر العلمي الأول لقسم اللغة العربية وآدابها «اللغة العربية في عالم متغير»، كلية الآداب والعلوم، جامعة الشارقة، الإمارات العربية، 19-21/4/2005، ورقة: «نحن والآخر في الرواية العربية المعاصرة».
- الندوة العلمية الثانية بين كليتي التربية بصحار والرستاق، سلطنة عُمان، 4-5/5/2004، تنظيم.
- ملتقى القصة القصيرة الثاني، جامعة السلطان قابوس، سلطنة عُمان، 25-27/4/2004، محاضرة: «قراءة في نقد السرد في عمان».
- سوق صحار الأدبي 2004، كلية التربية، سلطنة عمان، 21-23/2004، تنظيم وقراءة نقدية.
- سوق صحار الأدبي، كلية التربية بصحار، سلطنة عمان، 16-18/2003، تنظيم.
- اليوم العلمي الأول لقسم اللغة العربية، جامعة الحسين بن طلال، الأردن، 2001، تنظيم.
- مؤتمر العلاقات العربية الأمريكية، الجامعة الأردنية وجامعة بركهام الأمريكية، الأردن، 16-19/7/2001، ورقة: «صورة الشخصية الأمريكية في الرواية العربية».
- ملتقى الرواية في الأردن، جامعة آل البيت، الأردن، 2000، ورقة: «فرانز كافكا وإبراهيم نصر الله.. دراسة مقارنة».
- المؤتمر العلمي الأول لقسم اللغة العربية «آفاق الدراسات العربية في اللغة والأدب بين الحاضر والمستقبل»، كلية الآداب، الجامعة الأردنية، عمّان، 1999، ورقة: «المصطلح صياغة ودلالة».
- مؤتمر النقد الأدبي السابع، جامعة اليرموك، الأردن، 1998، ورقة: «كافكا في الرواية العربية».
- المؤتمر الأدبي الثاني «الاتجاهات الحديثة في النقد الأدبي»، جامعة جرش الأهلية، الأردن، 1-3/4/1997، ورقة: «التأثير والتأثر وحساسية الأديب».
- المؤتمر الدولي للأدب المقارن: «قضايا الأدب المقارن في الوطن العربي»، مركز الدراسات اللغوية والأدبية المقارنة، كلية الآداب، جامعة القاهرة، مصر، 20-22/12/1995. ورقة: «كافكا في الرواية العربية في العراق وبلاد الشام».
- مؤتمر النقد الأدبي الخامس، كلية الآداب، جامعة اليرموك، الأردن، 14-16/4/1994، ورقة: «القصة القصيرة جداً من ساروت إلى الأدب العربي الحديث».
- ملتقى القصة العراقية، اتحاد الأدباء والكتاب العراقيين، بغداد، العراق، 1994، محاضرة: «آفاق الريادة والتحديث في القصة العراقية».
- المؤتمر العلمي السادس، كلية الآداب، الجامعة المستنصرية، العراق، 10-12/4/1994، ورقة: «كافكا في الرواية العراقية، المطاردة والبطل المطارد».
- ندوة «نقد الرواية العربية المعاصرة»، كلية التربية، جامعة الموصل، العراق، 11-12/4/1992، ورقة: «واقعية رواية الحرب».
- ندوة «الأدب العراقي الحديث»، كلية الآداب، جامعة الموصل، العراق، 18-20/5/1988، ورقة: «رواية الحرب: الموضوع والمعالجة».
- المؤتمر العلمي الأول لكلية التربية «أنماط التعبير الفني في قصة الحرب»، الجامعة المستنصرية، بغداد، العراق، 25-26/6/1988، تعقيب.
- مؤتمر الأدب المقارن، جامعة صلاح الدين، أربيل، العراق، 1986.

## المؤلفات
- التجربة الروائية في العراق في زمن الحروب والحصار، دار قناديل للنشر والتوزيع، بغداد، 2020.
- هذا الجانب من زمان عاصف، متغيرات وتحولات في سرد الرواية العربية، الدوحة، 2019.
- كافكا والكافكوية والرواية العربية والبحث عن الخلاص، المؤسسة العربية للدراسات والنشر، بيروت، 2018.
- جماليات الرواية العراقية، دار شهريار، البصرة، 2018.
- مقدمات وأبحاث تطبيقية حديثة في الأدب المقارن، المؤسسة العربية للدراسات والنشر، بيروت، 2017.
- أمريكا والأمريكي في الرواية العربية، المؤسسة العربية للدراسات والنشر، بيروت، 2016.
- التعليم العالي في العراق إلى أين، دار الفراهيدي، بغداد، 2016.
- فهرست الرواية العراقية 1919-2014، دار الشؤون الثقافية العامة، بغداد، 2021.
- على مشارف التجربة القصصية، دراسات في القصة القصيرة العربية، دائرة الثقافة والإعلام، الشارقة، 2015.
- عاشق الوطن والخليج والمطر، سيرة الشاعر بدر شاكر السياب للفتيان، دار ثقافة الأطفال، بغداد، 2014.
- بغداد البعد يقترب، دراسة وقصص قصيرة مختارة من العراق، دار المأمون للترجمة والنشر، بغداد، 2014.
- رواية الفتيان خصوصية الفن والموضوعات رواية الفتيان في العراق نموذجاً، المؤسسة العربية للدراسات والنشر، بيروت، 2014.
- نحن والآخر في الرواية العربية، المؤسسة العربية للدراسات والنشر، بيروت، 2013.
- مقدمات في المصطلح النقدي، أوراق المأمون (6)، دار المأمون للترجمة والنشر، بغداد، 2013.
- ملامح التأثير الغربي في الأدب العربي الحديث، سلسلة أوراق المأمون (2)، دار المأمون للترجمة والنشر، بغداد، 2013.
- أيقونات الوهم.. الناقد العربي وإشكاليات النقد الحديث، دار الشروق للنشر والتوزيع، عمان، 2011.
- هومسيك.. الوطن في غبار المبدعين، المؤسسة العربية للدراسات والنشر، بيروت، 2011.
- الآخر في الشعر العربي الحديث.. تمثُّل وتوظيف وتأثير، المؤسسة العربية للدراسات والنشر، بيروت، 2010.
- مقالات في الأدب والنقد والتجربة الأدبية، عالم الكتب الحديث، إربد (الأردن)، 2009.
- هذا الجانب من مكان صاخب.. الجوهر المتكرر في الرواية العربية، عالم الكتب الحديث، إربد (الأردن)، 2009.[9]
- التجربة الروائية في العراق في مرحلة الريادة الفنية والنضج، ج2، دار الشؤون الثقافية العامة والنشر، بغداد، 2009.
- دروب وحشية، رواية، دار الشؤون الثقافية العامة، بغداد، 2007.
- الرواية العربية المعاصرة والآخر.. دراسات مقارنة، عالم الكتب الحديث، إربد (الأردن)، 2007.
- الفراشة والعنكبوت.. دراسات في أدب ميسلون هادي القصصي والروائي، إعداد وتقديم، دار الشروق للنشر والتوزيع، عمّان، 2006.
- وليم فوكنر في صخبه وعنفه، إعداد وترجمة، دار الشؤون الثقافية العامة، بغداد، 2005، ودائرة الثقافة والإعلام بالشارقة، 2005.
- مشكلة الحوار في الرواية العربية، اتحاد كتّاب وأدباء الإمارات، الشارقة، 2004. وعالم الكتب الحديث، إربد (الأردن)، 2007.
- حوارات في الرواية، دار الشروق للنشر والتوزيع، عمّان، 2004.
- فهرست أدب الحرب القصصي ونقده في العراق 1980-1988، دار دجلة للصحافة والإعلام، بغداد، 2003.
- في الأدب المقارن.. مقدمات للتطبيق، دار أسامة للنشر والتوزيع، عمّان، 2001، وعالم الكتب الحديث، إربد (الأردن)، 2009.[10]
- الرواية في العراق 1965-1980 وتأثير الرواية الأمريكية فيها مع اهتمام خاص برواية وليم فوكنر، دار الشؤون الثقافية العامة، بغداد، 1987.
- التجربة الروائية في العراق في نصف قرن، ج1، الموسوعة الصغيرة، دار الشؤون الثقافية العامة، بغداد، 1986.

## الأوراق البحثية
- - The Arab World and the West in the Post-Colonial Arabic Novel, Journal of Language, Linguistics and Literature, AIS American Institute of Studies, Vol. X, No. X, 2015, pp. XX-XX.
- Hemingway in the Iraqi Novel, Al-Adab, Jornal of the College of Arts, University of Baghdad, Iraq, No. 94, 2010.
- «كافكا في الرواية العربية والسلطة والبطل المطارد»، مجلة جامعة دمشق، ع1و2، 2010.
- «نحن والآخر في الشعر العربي الحديث»، مجلة كلية الآداب، جامعة بغداد، ع90، 2009.
- «صورة المرأة الغربية في المنظور العربي في الرواية العربية المعاصرة»، دراسات أدبية، اتحاد أدباء الإمارات، ع22-23، ديسمبر/كانون الأول 2008.
- «قراءة في نقد السرد في عُمان»، مجلة جامعة قطر للآداب، ع28، 2006.
- «القصة القصيرة جداً»، مجلة كلية الآداب، جامعة بغداد، ع73، 2006.
- «عبد الخالق الركابي»، مجلة كلية الآداب، جامعة بغداد، ع73، 2006.
- «نحن والآخر في الرواية العربية المعاصرة»، مجلة كلية الآداب، جامعة بغداد، ع71، 2005.
- «مشكلة الحوار في الرواية العربية»، مجلة عجمان للدراسات والبحوث، عجمان (الإمارات العربية)، مج2، ع2، 2003.
- «صورة الأمريكي قي الرواية العربية في العراق والشام»، كتاب (العلاقات الأمريكية.. نحو مستقبل مشرق) المحكّم، تحرير: د. سامي عبد الله خصاونة، الجامعة الأردنية، عمّان، 2001.
- «التأثير والتأثر في ضوء نظريات التلقي والاستجابة»، مجلة (جامعة دمشق)، م16، ع2، 2000.

## دراسات أخرى
- «المتغيرات والتجديد»، مجلة (ذوات) الإليكترونية، مؤسسة مؤمنون بلا حدود، 24/12/2015.
- «منعطف الصابونجية» لنيران العبيدي منعطف عند أول الطريق، ملحق (أوراق)، جريدة المدى، 12/12/2015.
- هل الجامعات العراقية على أبواب الإصلاح والتطوير؟، جريدة (العالم)، 8/11/2015.
- أزمة الوجود والفرد والعلاقة بالآخر في رواية «أعالي الخوف» لهزّاع البراري، نجلة (الدوحة)، ع97، نوفمبر 2015.
- «عبد الرحمن منيف الروائي قاصاً»، جريدة (المدى)، ع3470، 5/10/2015.
- المسكوت عنه الاجتماعي روائياً، قراءة لرواية «ألماس ونساء» للينا هَوْيان الحسن في ضوء المنهج التكويني، مجلة (شؤون أدبية)، الشارقة، أوكتوبر 2015.
- مستقبل التعليم العالي في العراق (3)، التعليم العالي حين يكون في مهب الريح، جريدة (المدى)، ع3454، 12/9/2015.
- مستقبل التعليم العالي في العراق (2) هل من سبيل إلى الإصلاح؟، جريدة (المدى)، ع3450، 7/9/2015.
- البوكر.. هذا العام وكل عام، مجلة (الدوحة)، ع95، سبتمبر 2015.
- مستقبل التعليم العالي في العراق (1) هل جامعات العراق في سفينة غرقى؟، جريدة (المدى)، 3444، 31/8/2015.
- الرواية النسوية العربية في العراق من الحضور إلى الظاهرة، مجلة (الأديب العراقي)، بغداد، صيف 2015، ص80-86.
- «النقد الأنثوي.. تفكيك المتضادات الثنائية» [الأنثوي، النسائي، الأنثوي]، ترجمة، مجلة (المأمون)، بغداد، ع4، 2014. ص16-28.
- "العنف غريزة أم ممارسة أم ثقافة.. قراءة في كتاب (ثقافة العنف في العراق) لسلام عبود، مجلة (الكلمة) الإليكترونية، 12/2013.
- “Abdulrahman Majeed Al-Ruba’i between Iraqi Environment and Hemingway’s World”, Gilgamesh, Baghdad, VO. XXIX, No.4, 2013.
- «البقاء صوراً.. رواية (مدينة الصور) للؤي حمزة عباس»، مجلة (ثقافتنا)، بغداد، ع12، نيسان 2013، ص25-29.
- أسئلة سامي مهدي الكبيرة"، مجلة "شؤون أدبية"، الشارقة، ع63، 2013، ص93-108.
- “Jabra Ibrahim Jabra’s Early Novels and the Art of Fiction”, Gilgamesh, Baghdad, VO. XXIX, No.1, 2013.
- «النسوي، والنسائي، والأنثوي، محاولة لفك الاشتباك»، مجلة (أنانا)، ع5، كانون2 وشباط وآذار 2013، 27-30.
- «محمد شمسي رائد رواية الفتيان في العراق»، ق2، المدى، بغداد، 28/12/2012.
- «محمد شمسي رائد رواية الفتيان في العراق»، ق1، المدى، بغداد، 25/12/2012.
- «علاقة الرواية العربية بالآخر، سبلها والعوامل المؤثرة فيها»، المدى، بغداد، 4/12/2012.
- «ملاحظات في ترجمة العنوان»، مجلة (المأمون)، بغداد، ع3، 2012، ص9-10.
- “Iraqi Novel from WW2 to the Early Sixties”, Gilgamesh, Vol. XXVIII, No.2, 2012.
- "The First Iraqi Novel", Gilgamesh, Baghdad, Vol. XIII, No. 2, June, 2011.
- "Iraqi Novel between the Two Wars", Gilgamesh, Baghdad, Vol. XIII, No. 2, June, 2011.
- «الصورة والكلمة والأدب»، مجلة (أفكار)، عمان، ع265، شباط2011، ص19-35.
- «جماليات الشخصية في الرواية العراقية»، مجلة (الأقلام)، 2010.
- «هل يلغي الجنس الأدبي أجناساً أخرى»، مجلة (الأقلام)، بغداد، ع، 2008.
- «عمارة يعقوبيان»، جريدة (الأديب) الأسبوعية، بغداد، آذار 2008.
- «نحن والآخر في الرواية العربية المعاصرة»، مجلة (أفكار)، عمّان، ع277، أيلول 2007.
- «الناقد العراقي وخصوصية المقترب الحداثي»، جريدة (الأديب) الأسبوعية، بغداد، ع142، 28/3/2007.
- «التيار الستيني في الرواية العراقية»، جريدة (الزمان)، لندن، 12/3/2006.
- «تحولات الواقع والإنسان في الرواية العراقية»، مجلة (جدل)، بغداد، ع1، 1/2006.
- «فاضل ثامر وخصوصية المنجز النقدي»، جريدة (الأديب) الأسبوعية، بغداد، ع83،3/8/2005.
- «أدب ميسلون هادي القصصي»، مجلة (الرافد)، الشارقة، ع95، يوليو 2005.
- «المصطلح صياغة ودلالة»، مجلة (الرافد)، الشارقة، ع60، 8/ آب 2002.
- «عبد الخالق الركابي وماركيز وآخرون»، مجلة (أفكار)، عمّان، ع153، 6/2001.
- «زكريا تامر وتجربة الكتابات القصيرة جداً»، مجلة (الموقف الأدبي)، دمشق، ع352، آب 2000، ص9-14.
- «التأثير والتأثر وحساسية الأديب»، مجلة (البحرين الثقافية)، المنامة، ع25، 6/2000.
- «في فن وليم فوكنر»، ترجمة، مجلة (الموقف الأدبي)، دمشق، ع349، 5/2000.
- «النقد الأنثوي»، ترجمة، مجلة (نوافذ)، جدة، ع9، 9/1999.
- «قراءة لمجموعة عزمي خميس (جلبة في الممر)»، مجلة (أفكار)، عمّان، ع138، 12/1999.
- «الإحساس بالفقد (العالم ناقصاً واحد) لميسلون هادي»، مجلة (أوراق)، عمّان، ع12/13، 1999
- «العدمية في (الصخب والعنف)»، ترجمة، مجلة (الموقف الأدبي)، دمشق، ع28، 8/1998.
- «التأثير العربي في الأدب الإسباني الحديث»، مجلة (الثقافة العربية)، بنغازي، ع8، 8/1997.
- «عن الزمن في روايات وليم فوكنر»، ترجمة، مجلة (البحرين الثقافية)، المنامة، ع13، 7/1997.
- «عن (الصخب والعنف)»، ترجمة، مجلة (البحرين الثقافية)، المنامة، 1997.
- «في نقد النص: النص أم المؤلف؟»، مجلة (أفكار)، عمّان، 9/1996.
- "Aspects of Iraqi Novel", Gelgamish, Baghdad, 1-2/1996.
- «الحداثة.. النهاية عندما تكون بداية»، جريدة (أخبار الأدب) الأسبوعية، 12/1995.
- «رؤية وليم فوكنر للزمن»، ترجمة، مجلة (أفكار)، عمّان، ع122، 11و12/1995.
- «في نقد النص: النص أم المؤلف»، مجلة (القاهرة)، القاهرة، ع149، 4/1995.
- «رؤية الزمن في (الصخب والعنف)»، ترجمة، مجلة (أفكار)، عمّان، 1995.
- «البناء الكوميدي في (الصخب والعنف)»، ترجمة، مجلة (الثقافة الأجنبية)، بغداد، ع1، 1/1994
- «الرواية العراقية.. الواقع والتقاليد»، مجلة (الأقلام)، بغداد، ع7/8، 1993.
- «الزمن في روايات فوكنر»، ترجمة، مجلة (الأديب المعاصر)، بغداد، ع42، صيف 1990.
- «بين (الصخب والعنف) و (الرجع البعيد).. دراسة مقارنة»، مجلة (الأقلام)، بغداد، ع4، 1986.
- «مقدمة لدراسة الرواية العراقية دراسة مقارنة»، مجلة (الأقلام)، بغداد، ع11/12، 1986.
- “Iraqi Fiction Themes before and after the Revolution”, Baghdad Observer, Baghdad 11, 1986.
- “Content of War Fiction”, Baghdad Observer, Baghdad, 9, 1986.
- «الزمن والتقنية في رواية (الصخب والعنف)»، ترجمة، مجلة (آفاق عربية)، بغداد، 11/1985.
- "War Fiction the New Experience Baghdad Observer, Baghdad, 9, 1985.
- "The Iraqi Novel of the Sixties Baghdad Observer, Baghdad, 9, 1985.
- “Iraqi Novel from World War II", Baghdad Observer, Baghdad, 2, 1985.
- "Search for Modernist Trend", Baghdad Observer, Baghdad, 2, 1985.
- "Jabra Ibrahim Jabra", Baghdad Observer, Baghdad, 1, 1985.

## وفاته
توفي د. نجم عبد الله كاظم في 31 تموز (يوليو) 2020 في العاصمة العراقية بغداد، إثر اصابته بمرض مفاجئ لم يمهله طويلا. وقدم وزير الثقافة والسياحة والآثار العراقي الدكتور حسن ناظم تعازيه إلى الوسط الأكاديمي والثقافي بمناسبة رحيل الناقد نجم عبد الله كاظم، كذلك نعاه وزير التعليم ورئاسة جامعة بغداد.